# Peter Dodge
Pour les articles homonymes, voir Dodge (homonymie).
Peter Dodge (1950 – 3 mars 2023) est un météorologue américain et un expert reconnu en radar météorologique. Ce résident de Floride a participé à des centaines de missions de chasse aux ouragans pour améliorer la compréhension de la formation des cyclones tropicaux.

## Biographie

### Jeunesse et éducation
Peter Doge est né en 1950. Après le collège, il s'est porté volontaire auprès du Corps de la paix où il a enseigné les mathématiques et les sciences dans un lycée rural au Népal,. Il a travaillé dans un programme coopératif de la National Oceanic and Atmospheric Administration (NOAA) au Prototype Regional Observing and Forecasting System à Boulder, Colorado, avant d'obtenir une maîtrise de l'Université de Washington à Seattle.

### Carrière
En tant que chercheur au Laboratoire océanographique et météorologique de l'Atlantique  (AOML) de la NOAA, Dodge a servi comme spécialiste du radar météorologique embarqué sur 386 missions Chasseurs d'ouragans de la NOAA à bord de « Miss Piggy », un Lockheed P-3 Orion.
En outre, il a développé des modules de vol et mené des recherches sur l'évolution des structures des ouragans. Il s'est concentré sur le comportement des cellules orageuses d'un ouragan. Parmi ses contributions, on compte un article universitaire sur l'ouragan Katrina, qui a dévasté la Nouvelle-Orléans en 2005 et causé 125 milliards $US de dégâts. Cette publication portait sur la modélisation des vents, des vagues et de l'onde de tempête pour mieux comprendre les performances des systèmes de contrôle des inondations.
Vers la fin de sa carrière, il a perdu la vue mais a continué à contribuer aux missions à l'aide d'un clavier Braille.

### Décès et sépulture
Dodge est décédé 3 mars 2023 après avoir subi un accident vasculaire cérébral. Le 8 octobre 2024, une mission des Hurricane Hunters lui a donné une sépulture en mer à environ 480 km au sud-ouest de la Floride. Après avoir lu « Peace, my heart » de Rabindranath Tagore, l'équipage a largué une catasonde contenant ses restes incinérés dans l'œil de l'ouragan Milton alors à la catégorie 5 de l'échelle de Saffir-Simpson,. Le message des données de ce vol marque le moment de la fin de sa « 387e » mission.

## Reconnaissance
Au cours de sa carrière de 44 ans au sein du gouvernement fédéral des États-Unis, il a reçu la médaille de bronze du ministère du Commerce, deux prix d'administrateur de la NOAA et le prix du service civil patriotique du Corps du génie de l'armée des États-Unis,. En tant que membre de la division de recherche sur les ouragans, il a reçu une médaille d'or du ministère du Commerce et un prix du service public lors de la conférence interministérielle sur les ouragans pour son service pendant la saison des ouragans de 1998.